# Simulium cormonsi
Simulium cormonsi es una especie de insecto del género Simulium, familia Simuliidae, orden Diptera.
Fue descrita científicamente por Wygodzinsky, 1971.